# جون باك
جون باك (بالإنجليزية: John Buck)‏ هو لاعب كرة قاعدة أمريكي، ولد في 7 يوليو 1980 في كمرر في الولايات المتحدة.

## وصلات خارجية
- جون باك على موقع دوري كرة القاعدة الرئيسي (الإنجليزية)
- جون باك على موقعبيزبول رفرنس.كوم (الدوري الرئيسي) (الإنجليزية)
- جون باك على موقعبيزبول رفرنس.كوم (الدوري الثانوي) (الإنجليزية)
- جون باك على موقع إي إس بي إن.كوم (أم.أل.بي) (الإنجليزية)
- جون باك على موقع مشجعي الرسوم البيانية (الإنجليزية)